# Batovo
Batovo (Bulgaars: Батово) is een dorp in de Bulgaarse gemeente Dobritsjka, oblast Dobritsj. Het dorp ligt 20 km ten zuidoosten van de regionale hoofdstad Dobritsj, 25 km ten westen van Baltsjik, 39 km ten noordwesten van Varna en 384 km ten noordoosten van Sofia.

## Bevolking
In de eerste volkstelling van 1934 telde het dorp 690 inwoners. Dit aantal nam toe tot een hoogtepunt van 816 inwoners in 1946. Sindsdien schommelt het inwonersaantal tussen de 600 à 700 personen. Op 31 december 2019 telde het dorp 600 inwoners.
Van de 656 inwoners reageerden er 519 op de optionele volkstelling van 2011. Van deze 519 respondenten identificeerden 229 personen zichzelf als etnische Roma (44%), gevolgd door 206 etnische Bulgaren (40%) en 58 Bulgaarse Turken (11%). Er werden bovendien 26 ondefinieerbare respondenten geregistreerd.
In februari 2011 telde het dorp 656 inwoners, waarvan 118 tussen de 0-14 jaar oud (18%), 459 inwoners tussen de 15-64 jaar (70%) en 79 inwoners van 65 jaar of ouder (12%).